# 가예전시
가예전시 유한책임회사(佳藝電視有限公司, Commercial Television, CTV)는 1975년부터 1978년까지 존속한 홍콩의 텔레비전 방송국이다.
1975년 9월 7일 당시 영국령 홍콩에서 광동어 채널 전문 방송국을 보유하여야 한다는 취지에서 홍콩의 3번째 방송국으로 개국하였다. 김용 및 고룡의 무협소설을 최초로 제작하였으며, 당시로서는 최신식의 장비를 도입한 동시에 그 원작인 사조영웅전은 이 방송국에서 드라마로 제작되어 홍콩에서 높은 시청률을 기록하였다. 그러나 사조영웅전 이후부터는 경영난으로 인해 적자를 기록하다가 더 이상 방송국을 운영할 수 없다고 판단하여 8월 22일 아침에 경영진의 성명 발표에 의해 방송을 중단하였고, 결국 개국 3년만인 1978년 10월 19일에 소속 배우나 직원들에게 폐국 사실을 사전에 공지하지 못한 채로 폐국되었다.
원인은 개국 초기부터 평일 밤 9시 30분부터 2시간동안 교육 프로그램을 광고 없이 방영해야 했고 이외의 불리한 조건으로 인해 공중파 면허 발급에 제약이 있었고 이는 곧 폐국의 원인이 된다.
폐국 이후 이 방송국의 프로그램은 무선전시(無線電視)와 ATV(당시 RTV)가 구매하였으며 동시에 미설(米雪), 백표(白彪), 위추화(魏秋樺) 등과 같은 소속 배우들은 RTV와 TVB로 이적하여 홍콩 방송계의 발전을 이어가게 되었다.
현재는 RTHK가 이 방송국이 있었던 사옥으로 사용하고 있다.

## 같이 보기
- 사조영웅전
- 신조협려
- 녹정기